# Jómsvíkingadrápa
Jómsvikingadrápa er et skjaldedigt fra 1200, der er nedskrevet af Bjarne Kolbeinsson (d. 1222), biskop af Orkney. Det er en hyldest i drapa-form for de faldne jomsvikinger under slaget ved Hjörungavágr.